# Crise diplomática na península coreana em 2013
A Crise diplomática na península coreana em 2013 se deu, principalmente ao desencadear do Teste nuclear norte-coreano de 2013. A Crise se consolida entre uma das brigas que jamais foi resolvida: a rivalidade entre o sul e o norte da coreia, dividido no contexto da Guerra Fria, e mesmo com o fim dessa, jamais foram estas repúblicas unificadas. 

## Antecedentes
Com o fim da Segunda Guerra Mundial, EUA e URSS 'faziam a partilha do mundo', dividindo as áreas influenciadas pelo eixo. A Península Coreana, assim como outras áreas da região, eram controladas pelo Japão desde a vitória do Japão sobre a Rússia, em 1904. Nos tratados de paz, cedia-se a independência da península coreana, divididas em duas áreas de influência através do Paralelo 38ºN, o Norte comunista, controlado inicialmente pela URSS e o sul pelos EUA. Os EUA e a URSS deixaram de controlar a península em 1948 e 1947 respectivamente, realizando eleições em ambos países em 1947. A partir daí, o Norte começou a se militarizar de forma rápida. Em 1950, o Norte atacou o Sul, quase dominando-o por completo. Antes de 'concluir a unificação', a ONU interveio na guerra, dois meses depois, quase dominando o norte, a China interveio, rapidamente avançando até o centro, e a guerra acabou se estagnando, e em 1953 foi assinado um armistício, declarando a guerra paralisada, pelo grande número de mortes pela guerra combinada com sua estagnação.
A República da Coreia (Sul) jamais reconheceu a independência da República Popular Democrática da Coreia (Norte) e vice-versa. A Guerra da Coreia nunca acabou, já que 'terminou' com um armistício no ano de 1953, devido ao demasiado numero de mortes combinado com a estagnação da guerra na área central da península.
Com o fim da URSS, sobrou a Coreia do Norte apenas o apoio chinês. Esse clima de insegurança interno na Coreia do Norte, fez com que esta desenvolvesse um programa nuclear e rompesse com o TNP, já em 2006 e em 2009, ocorreram testes nucleares por parte do Norte, sempre criticados pela comunidade internacional, especialmente o Conselho de Segurança da ONU, sempre impondo sanções contra aquele país.

## Teste Nuclear

Alcance máximo das armas nucleares norte-coreanas. Destaque para o Taepodong-2, testado em fevereiro.

No dia 12 de fevereiro de 2013, a Coreia do Norte realizou pela manhã no horário local o seu terceiro teste nuclear, bem-sucedido. Sua reação foi muito dura: A ONU aprovou uma terceira imposição contra os norte-coreanos em uma reunião de emergência do conselho de segurança. Além disso, diversos países criticaram abertamente o teste, de forma mais forte, os Estados Unidos e a Coreia do Sul.

## Ameaças
Passado quase um mês do teste, novas imposições foram aprovadas contra a Coreia do Norte, isolando ainda mais a mesma. Na mesma época, os Estados Unidos começaram a realizar operações militares no Sul, e começaram as hostilidades.
Depois disso, o Norte realizou ameaças diárias 'contra os imperialistas estadunidenses e sua marionete, a Coreia do Sul'. O Norte ainda declarou nulo o armistício que encerrou a guerra em 1953, impediu que trabalhadores sul-coreanos chegassem ao Complexo Industrial Binacional de Kaesong, declarou estar em 'estado de guerra' contra o sul, afirmou ter a alcance de seu armamento nuclear, Guam, Havaí e o Alaska, parte dos EUA e ainda reativou instalações nucleares fechadas desde 2007. Além disso, o regime norte-coreano ainda ameaçou o Japão.

## Outras Reações internacionais
Outros países como Reino Unidoe Rússia demonstraram 'profunda preocupação' com a situação, pedindo para a manutenção da paz e que o governo norte-coreano respeite as imposições da ONU.
Já a Venezuela, emitiu um comunicado que dizia o seguinte: O Presidente Nicolás Maduro Moros, em nome do Governo Bolivariano e do Povo Venezuelano, faz votos de paz na península coreana e pediu para diminuir categoricamente as declarações militaristas e ações que poderiam levar as duas nações a uma nova guerra. Da mesma forma, o Governo Bolivariano da Venezuela manifesta sua profunda preocupação com o funcionamento continuo de exercicios militares e testes, que só contribuem ao aumento das tensões. O Governo da República Bolivariana da Venezuela reitera os laços de amizade com ambas as nações, e reafirma o seu compromisso com todos os esforços para alcançar uma solução pacífica.
Peru, Colômbia e Equador também desprezaram as ameaças militares e se demonstraram a favor do dialogo entre os países..
A China, principal e única aliada ao governo norte-coreano, se manteve neutra, pedindo o retorno das negociações através do partido de seis (formado por Coreia do Norte, Coreia do Sul, China, Japão, Rússia e Estados Unidos), negociações estas paralisadas em 2008.. Até Cuba, companheira no regime, se mostrou de forma neutra.
Apesar da Neutralidade de países já citados, Austrália, Alemanha, Chile, França, México e Reino Unido discursaram em um tom provocativo, dando toda a culpa da tensão ao governo norte-coreano

## Aumento das Tensões
Ao mesmo tempo, os Estados Unidos enviaram um grande equipamento militar para o Sul, alem de reforçar as bases antimisseis tanto nos Estados do Alaska e Califórnia quanto na ilha de Guam.
Mesmo assim, o exército norte-coreano tem o 'OK' de Kim Jong-un para atacar o sul e os Estados Unidos.
Mesmo sem em nenhum momento ameaçar demais países, a Coreia do Norte solicitou a retirada das missões diplomaticas instaladas no país, além de afirmar que só manterá a segurança dos diplomatas até 10 de abril, porém, alguns países e a propria ONU afirmaram não ter intenção de evacuar seu pessoal em Pyongyang, além disso, a Coreia do Norte estaria acelerando a indústria bélica. Depois da Coreia do Norte estar sendo acusada de que lançará [ou testará] mísseis, o Japão incorporou sua entrada na crise após posicionar misseis em direção ao território norte-coreano.

## Ver Também
- Crise das Coreias de 2010
- Relações entre Coreia do Norte e Coreia do Sul